# Soddy-Daisy
Soddy-Daisy ist eine City innerhalb des Hamilton Countys in Tennessee, Vereinigte Staaten. Das U.S. Census Bureau hat bei der Volkszählung 2020 eine Einwohnerzahl von 13.070 ermittelt. Die Stadt ist Teil der Metropolregion Chattanooga.

## Geschichte
Die Stadt wurde 1969 gegründet, als die Gemeinden Soddy (im Norden) und Daisy (im Süden) zusammen mit nahe gelegenen bebauten Gebieten entlang des U.S. Highways 27 zu Soddy-Daisy fusionierten. Soddy-Daisy entwickelte sich zu einer Schlafstadt des nahe gelegenen Chattanooga.

## Demografie
Nach einer Schätzung von 2019 leben in Soddy-Daisy 13.619 Menschen. Die Bevölkerung teilte sich im selben Jahr auf in 98,3 % Weiße, 0,9 % Afroamerikaner, 0,1 % Asiaten und 0,6 % mit zwei oder mehr Ethnizitäten. Hispanics oder Latinos aller Ethnien machten 2,7 % der Bevölkerung aus. Das mittlere Haushaltseinkommen lag bei 48.097 US-Dollar und die Armutsquote bei 11,5 %.

## Wirtschaft
Das Kernkraftwerk Sequoyah befindet sich in der Nähe von Soddy-Daisy.